# Voutsaras
Voutsaras (Grieks: Βουτσαράς) is een dorp in de Griekse gemeente Zitsa (Ζίτσα). Het dorp bevindt zich 32 kilometer ten noordwesten van Ioannina, de hoofdstad van de regio Epirus (Ήπειρος). Het dorp ligt aan de Nationale Route Ioannina-Igoumenitsa. Voutsaras is het buurdorp van Kourenta.

## Geschiedenis
In het verleden behoorde Voutsaras tot de eparchie Kourentochorion. Na de bevrijding van het Ottomaanse Rijk in 1913 werd het ondergebracht bij de eparchie Dodoni en vanaf de herindeling van 1999 werd het de hoofdzetel van Molosson.
Bij Koninklijk Besluit (Βασιλ. Διατάγματος Β.Δ.) van 7 augustus 1919 en na publicatie in het Staatsblad (Φύλλο Εφημερίδας Κυβερνήσεως Φ.Ε.Κ.) met registratienummer Α. 184/1919 werd Voutsaras erkend als woongemeenschap.   